# Ken Oxford
Kenneth Oxford, più conosciuto con il diminutivo Ken Oxford (Oldham, 14 novembre 1929 – Nottingham, 6 agosto 1993) è stato un calciatore inglese, di ruolo portiere.

## Carriera
Nella stagione 1947-1948 ha esordito tra i professionisti, all'età di 18 anni, giocando una partita nella prima divisione inglese con il Manchester City; dopo essere stato tesserato anche dal Chesterfield (club di terza divisione) senza però mai scendere in campo, nel 1953 va a giocare in terza divisione al Norwich City, dove rimane fino al termine della stagione 1957-1958 per un totale di 128 partite di campionato disputate in questa categoria. Passa quindi al Derby County, club di seconda divisione, con cui tra il 1958 ed il 1963 gioca 151 partite in questa categoria (e 162 presenze fra tutte le competizioni ufficiali con i Rams). In seguito gioca anche 16 partite in quarta divisione al Doncaster e trascorre la parte finale della stagione 1964-1965 in terza divisione al Port Vale, club con cui non gioca comunque nessuna partita ufficiale. Si ritira nel 1966, all'età di 37 anni, dopo aver trascorso una stagione a giocare con i semiprofessionisti del Boston Utd.